# Roser Pujol
Roser López Pujol (Barcelona, 2 de desembre de 1969), coneguda artísticament com a Roser Pujol, és una actriu de teatre i televisió barcelonina.

## Trajectòria professional
Roser Pujol va alternar els seus estudis d'Administratiu (després de cinc anys d'aprenentatge va obtenir el títol de Tècnic Professional Administratiu) amb el seu treball en el negoci familiar, i a l'edat de 20 anys va entrar a formar part del món de la ràdio. A Ràdio Gracia va col·laborar durant 10 anys realitzant reportatges i entrevistes teatrals; va estar al capdavant d'un magazín matinal a Ràdio Santa Perpètua; i va ser locutora d'anuncis publicitaris i actriu de radionovel·les en altres emissores. En aquest mitjà coneixeria a l'actriu Rosa Grifell, amb la qual formaria la seva primera companyia teatral, Por peteneras.

### Teatre
El 1994 presenta a la sala Nitza i Mercat de les Flors Bajo a la mina cantando, un espectacle dirigit per Eli Iranzo i Mariola Ponce. Durant quatre anys representaria la funció en diferents locals i teatres espanyols. A causa de l'èxit obtingut amb aquesta companyia, Roser abandona el negoci familiar i se centra en la seva carrera com a actriu.
Al Teatre Zorrilla de Badalona interpreta amb la seva germana, la cantautora Lidia Pujol, l'espectacle musical El boulevard del crimen. Al costat d'elles, i en directe, quatre músics, un ballarí i una especialista en ombres xineses.
En 2005 protagonitza al Teatro Alfil de Madrid, La cantante calva, d'Eugène Ionesco, produïda per Yllana sota la direcció de Joseph O'Curneen. Aquest mateix any T de Teatre i Sergi Belbel dirigien a la companyia M de Misògines a ¡Hombres!, una peça teatral àcida i directa, con la actriz como co-protagonista.
En 2008, compatibilitza el seu treball en el teatre amb l'enregistrament de diverses sèries i programes de televisió. A Mujer busca hombre… que aún no existe, dirigida per Eloy Arenas, la intèrpret dona vida a quatre personatges. Andoni Ferreño, Óscar Ladoire i Laura More completarien el repartiment. Amb aquesta comèdia, representada al Teatro Amaya de Madrid, viatjaria per Espanya. Durant dos anys, l'obra va formar part de la programació de nombrosos teatres nacionals.
Encarna a Lucía, Miss Tily i Miss Kelly a Desencajados, una comèdia sobre el món de l'espectacle escrita per Jaime Pujol i dirigida per José Luis Sáiz, al Teatre Rialto de València.

El maig de 2012 Miguel Narros estrenarà Yerma, de Federico García Lorca. L'artista formarà part de l'elenc d'actors interpretant el paper de Dolores, la "conjuradora". Quatre anys més tard encapçala l'elenc de la reposició d' A media luz los tres, de Miguel Mihura.

### Sèries
El 2006, es posa a la pell de Paty de López a Matrimonio con hijos, transmesa per Cuatro. Paty i Pelayo (Alberto Lozano), el seu marit, són els veïns de Lola (Lilian Caro) i Fran (Ginés García Millán), els Camacho. La sèrie, és la versió espanyola de Married with Children, una de les comèdies nord-americanes de major èxit de crítica i públic dels últims anys.
En 2008, aconsegueix una certa notorietat intervenint a Impares, sèrie de ficció, emesa per Antena3, que narra les peripècies d'un grup de solters apuntats a una agència matrimonial.
A penes conclòs la seva comesa en aquesta sèrie, va completar el seu treball en televisió aquest any amb l'aparició en un capítol d' Hospital Central, Tele5. A La vida es otra cosa interpreta a Fina, empleada d'una companyia de vols que provoca un motí en l'aeroport. Juan Testa va extreure de l'actriu un registre dramàtic fins a aquest moment desconegut per al públic.
Roser Pujol és “la mare” a Cosas de la vida de Disney Channel, una sèrie en format de sketchs que conta les peripècies quotidianes d'uns pares i els seus tres fills.

### Programes de televisió
Va debutar en televisió, en 1996, interpretant a Tina Turmix en el programa La parodia nacional, d'Antena3.
Coompagina aquest treball amb la seva aparició (durant dos anys) a Surti com Surti, de TV3. El 1997 intervé en una de les seccions de Lo + Plus, Crack, de Canal Plus; dirigida per Paco Mir l'actriu encarnava a Luna, una jove (amb rastes) imparable, moderna i inquieta.
El 1999, a les ordres de Xavier Sardà, interpreta a personatges molt dispars a Crónicas marcianas.
És habitual la participació de l'actriu en espais de caràcter humorístic armats per peces breus independents com a Vitamina N, a City Tv; El sábado, en TVE1; El siguiente, a Telemadrid; o ¿Y ahora qué?, a TVE1.
La seva última aparició a televisió va ser el 2011 a Tu cara me suena, Antena3. En aquest espai l'actriu catalana paròdia, una vegada més, a Concha Velasco.

### Cinema i pel·lícules per la televisió
Va participar en Un caso para dos, d'Antonio Chavarrías, primer telefilm produït per la televisió pública, que estrena la 2 de TVE el 1997. El 2002 roda Temps afegit, pel·lícula per a la televisió dirigida per Jesús Font per a TV3; si bé en aquesta ocasió ho feia en la seva llengua materna. El director li oferiria tornar a treballar amb ell un any més tard en La vida aquí.
En 2009, Roser filmava la seva quarta pel·lícula per a la televisió, Cuento de Navidad, de Ferran Llagostera.

## Obres de teatre
| Any     | Obra                                  | Direcció                   |
| ------- | ------------------------------------- | -------------------------- |
| 2012    | A media luz los tres                  | Rubén Villoslada           |
| 2012    | Yerma                                 | Miguel Narros              |
| 2011    | Desencajados                          | José Luis Sáiz             |
| 2008/12 | Mujer busca hombre… que aún no existe | Eloy Arenas                |
| 2007    | El incorruptible                      | Hélder Costa               |
| 2007    | Premis Buero Vallejo                  | Javier Veiga               |
| 2007    | Gran Vía esquina Alcalá               | Tamzin Townsend            |
| 2005    | ¡Hombres!                             | T de Teatre i Sergi Belbel |
| 2005    | La cantante calva                     | Joseph O'Curneen - Yllana  |
| 2003/04 | Puppetry of the penis                 | Juan F. Ramos - Yllana     |
| 2004    | La ópera de los cuatro cuartos        | Calixto Bieito             |
| 2002    | Chicas malas                          | Ángel Alonso               |
| 2002    | El boulevard del crimen               | Lidia Pujol                |
| 2000    | Pop corn                              | Ángel Alonso               |
| 1999    | Hoy, ensayo general                   |                            |
| 1999    | Tanca la porta que tinc Freud         | Toni Albà                  |
| 1995    | Lidia Pujol i Centric                 |                            |
| 1994/98 | Bajo a la mina cantando               | Eli Iranzo y Mariola Ponce |
| 1994/96 | Coloms                                | CIA Domina Abdita          |
| 1994    | Bodas de sangre                       | CIA Mog                    |
| 1993    | Wake-up                               | CIA Por peteneras          |
| 1992    | Temblorossus                          | CIA Por peteneras          |
| 1991/92 | Pigmalion                             | CIA Mog                    |
| 1990/91 | Orquesta Coctelera                    |                            |

## Filmografia

### Sèries
| Any  | Sèrie                   | Direcció                                                    |
| ---- | ----------------------- | ----------------------------------------------------------- |
| 2021 | La cocinera de Castamar | Iñaki Peñafiel i Norberto López Amado                       |
| 2018 | La Catedral del Mar     | Jordi Frades                                                |
| 2017 | Amar es para siempre    | Eduardo Casanova                                            |
| 2013 | Isabel                  | Jordi Frades, Salvador García i Joan Noguera                |
| 2009 | Bicho malo              | Manuel Sanabria, César Arnero, Alfredo López i Peris Romano |
| 2008 | Impares                 | Kike Kiernan                                                |
| 2008 | Hospital Central        | Juan Testa                                                  |
| 2008 | Cosas de la vida        | Lino Escalera i Maya Malonda                                |
| 2006 | Matrimonio con hijos    | Ricardo A. Solla                                            |
| 2004 | Majoria absoluta        | Sonia Sánchez                                               |
| 2004 | El inquilino            | Paco Arango i Jaime Botella                                 |
| 1997 | La saga de los Clark    | Paco Mir                                                    |

### Programes de televisió
| Any     | Programa de TV                | Direcció                              |
| ------- | ----------------------------- | ------------------------------------- |
| 2011    | Tu cara me suena              | Tinet Rubira                          |
| 2008/09 | ¿Y ahora qué?                 | Amparo Miralles i Miguel Ángel Ferrer |
| 2009    | Pánico en el plató            |                                       |
| 2007    | El siguiente                  | Pedro Ruiz                            |
| 2007    | Sabías a lo que venías        | Santiago Segura                       |
| 2005    | El sábado                     | Rafael Galán                          |
| 2004    | Geniales                      | Valerio Lazarov                       |
| 2004    | Un, dos, tres a leer esta vez | Chicho Ibáñez Serrador                |
| 2003/04 | La bona vida                  |                                       |
| 2003    | Vitamina N                    | Jordi González                        |
| 2001    | Más humor                     | Eloy Arenas                           |
| 1999    | Crónicas marcianas            | Xavier Sardà                          |
| 1998    | Premis Ondas 1998             | Andreu Buenafuente                    |
| 1997    | Lo + Plus                     | Paco Mir                              |
| 1997/98 | La parodia nacional           | La Trinca                             |
| 1996/98 | Surti com surti               |                                       |
| 1996    | Premis Ondas 1996             | Tricicle                              |

### Cinema i pel·lícules per la televisió
| Any  | Títol             | Direcció           |
| ---- | ----------------- | ------------------ |
| 2009 | Cuento de Navidad | Ferran Llagostera  |
| 2003 | La vida aquí      | Jesús Font         |
| 2002 | Temps afegit      | Jesús Font         |
| 1996 | Un caso para dos  | Antonio Chavarrías |

### Ràdio i doblatge
| 2007/08/10/12 | Textos Editorial ANAYA               | Veu en Off                          |
| 2007/08/11    | Te doy mi palabra, amb Isabel Gemio  | Actriu en programa                  |
| 2003          | Toon-Toon (Televisió de Catalunya)   | Doblatge                            |
| 2003          | Estudio Lever                        | Doblatge                            |
| 2001          | Tren a Xanadú, amb Javier Gurruchaga | Personatges diversos                |
| 1990/1999     | Pels Descosits (Ràdio Gràcia)        | Locutora i productora               |
| 1999          | 20 anys, de Tricicle                 | Veus en off (català)                |
| 1998          | Ni cinc, amb Elisenda Roca           | Personatges diversoss               |
|               | Entre tres, de Tricicle              | Voces en Off (castellano y catalán) |